# Vicente Priante
Vicente Maria Bartholomeu Priante (Barra Mansa, 17 ottobre 1883 – San Paolo, 4 dicembre 1945) è stato un vescovo cattolico brasiliano.

## Biografia
Allievo dei salesiani del collegio di Niterói, decise di abbracciare la vita religiosa in quella congregazione e nel 1903 entrò nell'aspirantato di Lorena. Emise i voti perpetui nel 1909 e nel 1912 fu ordinato prete a Taubaté.
Fu docente nei collegi salesiani di Niterói e Lorena e fu poi direttore del collegio di Jaboatão dos Guararapes; nel 1921 fu trasferito a Campinas, dove fu direttore prima dell'esternato di San Giovanni e poi del liceo Maria Ausiliatrice.
Nel 1926 fu nominato parroco di Araxá e nel 1928 di Maria Ausiliatrice a San Paolo, dove diresse anche l'istituto del Bom Retiro. Promosse la costruzione del santuario di Maria Ausiliatrice e dal 1929 diffuse la pratica della Peregrinatio Mariae nelle case dei fedeli.
Fu eletto vescovo di Corumbá nel 1933: per il servizio nel seminario diocesano, l'assistenza agli ammalati e l'insegnamento del catechismo, vi fondò la congregazione delle Piccole Suore di Gesù Adolescente.

## Genealogia episcopale
La genealogia episcopale è:
- Cardinale Scipione Rebiba
- Cardinale Giulio Antonio Santori
- Cardinale Girolamo Bernerio, O.P.
- Arcivescovo Galeazzo Sanvitale
- Cardinale Ludovico Ludovisi
- Cardinale Luigi Caetani
- Cardinale Ulderico Carpegna
- Cardinale Paluzzo Paluzzi Altieri degli Albertoni
- Papa Benedetto XIII
- Papa Benedetto XIV
- Papa Clemente XIII
- Cardinale Bernardino Giraud
- Cardinale Alessandro Mattei
- Cardinale Pietro Francesco Galleffi
- Cardinale Giacomo Filippo Fransoni
- Cardinale Carlo Sacconi
- Cardinale Edward Henry Howard
- Cardinale Mariano Rampolla del Tindaro
- Cardinale Rafael Merry del Val
- Arcivescovo Duarte Leopoldo e Silva
- Vescovo Vicente Maria Bartholomeu Priante, S.D.B.